# Rhagophanes tortriciformis
Rhagophanes tortriciformis là một loài bướm đêm thuộc phân họ Arctiinae, họ Erebidae.